# Защитово
Защитово (пол. Zaszczytowo) — село в Польщі, у гміні Кшешиці Суленцинського повіту Любуського воєводства.
Населення — 138 осіб (2011).
У 1975-1998 роках село належало до Гожовського воєводства.

## Демографія
Демографічна структура станом на 31 березня 2011 року:
|          | Загалом | Допрацездатний вік | Працездатний вік | Постпрацездатний вік |
| -------- | ------- | ------------------ | ---------------- | -------------------- |
| Чоловіки | 76      | 15                 | 52               | 9                    |
| Жінки    | 62      | 6                  | 38               | 18                   |
| Разом    | 138     | 21                 | 90               | 27                   |